# Яковенко Тамара Василівна
Тамара Василівна Яковенко (нар. 9 січня 1940, місто Ромни Сумської області) — українська радянська діячка, фрезерувальниця Роменської взуттєвої фабрики Сумської області. Депутат Верховної Ради УРСР 11-го скликання.

## Біографія
Освіта середня.
У 1957—1958 роках — робітниця Роменського хлібокомбінату Сумської області.
З 1958 року — фрезерувальниця Роменської взуттєвої фабрики Сумської області.
Потім — на пенсії в місті Ромни Сумської області.

## Нагороди
- ордени
- медалі